# Trigonoderus yamamotoi
Trigonoderus yamamotoi is een vliesvleugelig insect uit de familie Pteromalidae. De wetenschappelijke naam is voor het eerst geldig gepubliceerd in 2000 door Kamijo.